# Ingo Kober
Ingo Kober (* 22. Juli 1942 in Liegnitz, heute Legnica in Polen) war dritter Präsident des Europäischen Patentamts sowie Justizstaatssekretär des Bundes unter den Bundesministern Klaus Kinkel und Sabine Leutheusser-Schnarrenberger (1991–1995).
Nach Jurastudium und Referendariat (1972) begann Ingo Kober als Staatsanwalt und Richter in Mannheim und Tauberbischofsheim. 1975 wechselte er zum Bundesjustizministerium, wo er bis 1982 arbeitete. Nach einer kurzen Unterbrechung als Referent für Rechtspolitik der FDP-Fraktion im Deutschen Bundestag kehrte er im November 1982 als Leiter des Referats Kabinett- und Parlamentsangelegenheiten unter dem Justizminister Hans A. Engelhard in das Ministerium zurück. Später war er dort verantwortlich für die Unterabteilung Personal und Organisation (1985) und für die Abteilung Justizverwaltung (1986).
Ingo Kober wurde im Januar 1991 in der Nachfolge von Klaus Kinkel zum Staatssekretär des Bundesjustizministeriums ernannt und hatte diese Position bis zum 31. Dezember 1995 inne. Ab Januar 1996 übernahm er als dritter Präsident die Leitung des Europäischen Patentamts. In den Jahren 1987 bis 1991 hatte er als Leiter der deutschen Delegation im Verwaltungsrat der Europäischen Patentorganisation die Bundesrepublik Deutschland vertreten. Nach zwei Amtsperioden gab Kober 2004 die Präsidentschaft an den Franzosen Alain Pompidou ab. 2000 wurde Kober zum Präsidenten des Verwaltungsrats des „Centre d’Études Internationales de la Propriété Industrielle (CEIPI)“, einer Sektion der Robert-Schuman-Universität, gewählt. Dieses Amt nahm er bis zum Jahr 2009 wahr.
Neben seinem akademischen Grad als Jurist hält Kober noch den Grad eines Magister Artium (M.A.) in Literaturwissenschaft und Philosophie. Kober spricht deutsch, englisch, französisch, spanisch, italienisch und schwedisch.
Ingo Kober ist in zweiter Ehe mit der Richterin am Bundesgerichtshof Helga Kober-Dehm verheiratet und Vater des Radiomoderators Simon Kober.
Ehrungen:
- Großes Verdienstkreuz des Verdienstordens der Bundesrepublik Deutschland (1995)
- Docteur honoris causa; Université Robert Schuman, Strasbourg (1999)
- Ritter des Ordre des Palmes Académiques (2016)[3]